# سوسوکه شیباتا
سوسوکه شیباتا (انگلیسی: Sosuke Shibata؛ زادهٔ ۲۶ مهٔ ۲۰۰۱) بازیکن فوتبال اهل ژاپن است.